# Erzulie
Erzulie è uno spirito o una divinità familiare (Lwa o Loa in lingua originale) propria del Vodun praticato principalmente ad Haiti e in altre regioni del mondo caraibico. 

## Caratteristiche
Erzulie è la divinità femminile per eccellenza, associata all'amore e alla bellezza, al matrimonio, al lusso e alla danza. 
Secondo la tradizione indossa tre fedi nuziali, una per ognuno dei suoi tre mariti: Damballa, Agwe e Ogun ed è generalmente simboleggiata da un cuore e legata ai colori rosa, blu, bianco e oro. 
Erzulie rappresenta, in sintesi, l'essenza della femminilità e della compassione ma non le è estraneo anche un lato oscuro espresso dalla gelosia e dal vizio, degenerazione del sentimento amoroso.
Durante i riti Vodun le donne impossessate dalla dea cadevano in uno stato di trance per mezzo del quale simulavano complessi rituali di corteggiamento e seduzione diretti verso tutti gli uomini presenti all'evento, le donne invece venivano schivate in quanto rivali.
Erzulie veniva venerata inoltre -similmente alle altre divinità- attraverso il rito del sacrificio durante il quale i fedeli offrivano alla dea gioielli, profumi o anche biscotti dolci.
È noto anche che l'omosessualità maschile veniva spiegata, da chi praticava il Vodun, come il potente influsso o la possessione di un uomo da parte di Erzulie.

## Erzulie nell'iconografia cristiana
Quando il Vodun entrò in contatto con la religione cristiana, praticata dai coloni europei che l'avevano importata nei Caraibi, si generarono naturali fenomeni di sincretismo religioso che portarono in breve, all'assimilazione degli idoli vodun con le figure fondamentali del cristianesimo. Si venne a creare così una forma di culto originale in cui Erzulie fu assimilata alla Madonna Addolorata, probabilmente per il suo carattere misericordioso e di protezione verso i bambini (attributi comuni alla divinità caraibica).